# Архара (река)
Архара — река в России, в Амурской области.
Длина реки — 155 километров (вместе с Гонгором — 277 км), площадь бассейна — 8750 км².
Река образуется при слиянии реки Гонгор и реки Хара в отроге Буреинского хребта (Малого Хингана или Доусэ-Алиня). В верхнем течении — горная река с быстрым течением. Далее долина реки постепенно расширяется, в нижнем течении это уже равнинная меандрирующая река с множеством стариц и проток. Впадает в Амур.
Главные населённые пункты невдалеке от реки — Архара (в трёх километрах от берега), Заречное (около километра), Отважное, Аркадьевка, Черноберёзовка, Могилёвка, Ленинское, Грибовка.